# Provincia de Churcampa
La provincia de Churcampa es una de las siete que conforman el departamento de Huancavelica en el sur del Perú. Se ubica en la zona de los Andes centrales. Limita por el norte con la provincia de Tayacaja, por el este con el departamento de Ayacucho, por el sur con la provincia de Acobamba y por el oeste con la provincia de Huancavelica.
Desde el punto de vista jerárquico de la Iglesia católica, forma parte de la diócesis de Huancavelica.

## Historia
La provincia de Churcampa se crea mediante Ley n.º 24056, del 4 de enero de 1985, en el segundo gobierno del presidente Fernando Belaúnde Terry.

## Geografía
Abarca una superficie de 1072 km². A 3240 m s. n. m. en la región quechua, a 139 km de la ciudad de Huancayo, 50 km de Huanta-Ayacucho y 259 km de Huancavelica.

## División administrativa
La provincia se divide en once distritos:
1. Churcampa
2. Anco
3. Chinchihuasi
4. Cosme[2]
5. El Carmen
6. La Merced
7. Locroja
8. Pachamarca
9. Paucarbamba
10. San Miguel de Mayocc
11. San Pedro de Coris

## Población
La provincia tiene una población aproximada de 44 215 habitantes.

## Capital
La capital de esta provincia es la ciudad de Churcampa.

## Autoridades

### Regionales
- Consejero regional
  - 2019-2022:[3] Pelayo Marca Villantoy (Movimiento Independiente Trabajando para Todos)

### Municipales
- 2019-2022[3]
  - Alcalde: Edgar Obregón Ruiz, del Movimiento Independiente Trabajando para Todos.
  - Regidores:

  1. Aurio Meza Durán (Movimiento Independiente Trabajando para Todos)
  2. William Taype Huayra (Movimiento Independiente Trabajando para Todos)
  3. Manuel Elías Acevedo Núñez (Movimiento Independiente Trabajando para Todos)
  4. Rubén Tapara Vega (Movimiento Independiente Trabajando para Todos)
  5. Primitiva Martha Ramos Escobar (Movimiento Independiente Trabajando para Todos)
  6. Víctor Ortiz Acuña (Movimiento Independiente de Campesinos y Profesionales)
  7. Isaac Calderón Huayhua (Movimiento Regional Ayni)

## Festividades
- Marzo: Hatun tinkuy del Ccarmencca Churcampino
- Julio: Virgen del Carmen
- Agosto: Virgen de la Asunción